# Desmia quadrinotalis
Desmia quadrinotalis is een vlinder uit de familie van de grasmotten (Crambidae). De wetenschappelijke naam van deze soort is voor het eerst voorgesteld door Herrich-Schäffer in een publicatie uit 1871.
De soort komt voor in Cuba.